# Џон Обри
Џон Обри (енгл. John Aubrey; Вилтшир, 12. март 1626 — Оксфорд, 7. јун 1697) је био енглески археолог. Одликовао га је научни поглед на свет и жеља да се приступ сваком проблему темељи на принципима класификације и компарације. Тај нови однос јасно је 1686. формулисао Обријев савременик др Роберт Плот: „
Немам намеру да се петљам с педигреима и пореклима, ни породица ни земаља, будући да је моја замисао уистину то да избегнем што је више могуће и личности и дела, те да се поглавито посветим стварима а и међу њима само оне које су већма удаљене од нашег времена. То је приступ једног археолога
Став археолога онога доба био је да је проучавање старина само саставни део проучавања предела па се тако и Обри у свом вољеном Вилтширу осврће на све врсте природних и вештачких појава. Његово најбоље археолошко дело Монумента Британика (лат. Monumenta Britannica) никада није објављено изузев неких делова увршћених у Кемденову „Британију“ из 1695. Садржај Британских споменика открива Обријева интересовања и приступ. Први део посвећен је великим историјским споменицима Весекса међу којима су Стоунхенџ, Ејвбери и Силбери. Он је први изградњу ових споменика приписао предримским келтима и њиховом свештенству, друидима, познатим из списа Тацита и других аутора. Други део се бави преримским и римским логорима и утврђењима, као и римским цивилним насељима, опет превасходно у Весексу. Трећи део је разноликији и обухвата хумке, керамику, путеве, мозаичке подове и новчиће. Четврти део, који никада није завршио бави се одабраним средњовековним споменицима и студији о архитектонским стиловима. Он је први исправно закључио да су прозори нарочито погодни за датирање објеката.
Најзначајнија одлика његовог дела је то што сматра да су подаци вредни сакупљања и класификовања сами по себи а не само да би поткрепили неку теорију. Исти став сусрећемо и код његових савременика у области ботанике и палеонтологије. Није веровао у мит о добром дивљаку који је у то доба био широко заступљен у Европи сахваљујући упознавању са северноамеричким Индијанцима. Обријев научни стил је наследника добио у Вилијаму Стуклију.